# Eurytion (Phthia)
Eurytion (altgriechisch Εὐρυτίων Eurytíōn) ist eine Person der griechischen Mythologie.
Eurytion war König von Phthia und ein Argonaut. Er war Sohn des Aktor und Vater der Antigone oder Enkel des Aktor und Sohn des Iros und der Demonassa.
In jungen Jahren war Eurytion ein Teilnehmer am Argonautenzuge. Vor der Abreise nahm er sich vor, sich das Haar so lange nicht zu schneiden, bis er wieder sicher zu Hause angelangt sei. Nachdem Peleus seinen Stiefbruder Phokos getötet hatte, flüchtete er zu Eurytion, der ihn entsühnte, mit Antigone vermählte und ein Drittel seines Reiches überließ. Bei der Jagd auf den Kalydonischen Eber tötete Peleus seinen Schwiegervater Eurytion unabsichtlich mit einem Speer.